# Kiotina chiangi
Kiotina chiangi är en bäcksländeart som först beskrevs av Banks 1939.  Kiotina chiangi ingår i släktet Kiotina och familjen jättebäcksländor. Inga underarter finns listade i Catalogue of Life.